# Dizzy Miss Lizzie
«Dizzy Miss Lizzie» (с англ. — «Головокружительная мисс Лиззи») — песня, сочинённая и исполненная американским исполнителем Ларри Уильямсом в 1958 году. Многократно перепевалась различными исполнителями, в том числе The Beatles.

## В исполнении The Beatles
Кавер-версия песни изначально предполагалась к включению только в американский альбом Beatles VI, однако позднее было решено поместить её и в британское издание альбома Help! — песня завершает альбом и звучит сразу же после лирической «Yesterday». Кроме этих двух альбомов, песня звучит в концертном альбоме The Beatles at the Hollywood Bowl (1977) и в живом исполнении Джона Леннона в альбоме Live Peace in Toronto 1969. Для своей версии The Beatles несколько изменили оригинальное написание названия: «Lizzy» вместо исходного «Lizzie».
В знак уважения к автору песня была записана в день его тридцатилетия — 10 мая 1965 года. В студии музыканты сначала записали два дубля этой песни, потом переключились на песню «Bad Boy» (ещё одна композиция Ларри Уильямса, вошедшая в альбом Beatles VI), а затем вернулись к «Dizzy Miss Lizzie», записав ещё пять дублей. Версию The Beatles отличают громкое и ритмичное исполнение, а также яркий вокал Леннона.
В записи участвовали:
- Джон Леннон — вокал, ритм-гитара
- Пол Маккартни — бас-гитара, электрическое фортепиано
- Джордж Харрисон — дважды записанная и сведённая партия соло-гитары
- Ринго Старр — ударные, ковбелл